# Grewia mossamedensis
Grewia mossamedensis är en malvaväxtart som beskrevs av Arthur Wallis Exell och Mendonca. Grewia mossamedensis ingår i släktet Grewia och familjen malvaväxter. Inga underarter finns listade i Catalogue of Life.